# Xylosteus caucasicola
Xylosteus caucasicola là một loài bọ cánh cứng trong họ Cerambycidae.